# 나피아 쿠시
나피아 쿠시 아이든(튀르키예어: Nafia Kuş Aydın, 1995년 2월 20일~)은 튀르키예의 태권도 선수이다. 올림픽에 2회 참가했으며 2024년 하계 올림픽 여자 헤비급 종목 동메달을 획득했다. 또한 2023년 세계 선수권 대회에서 여자 헤비급 금메달을 획득했다.

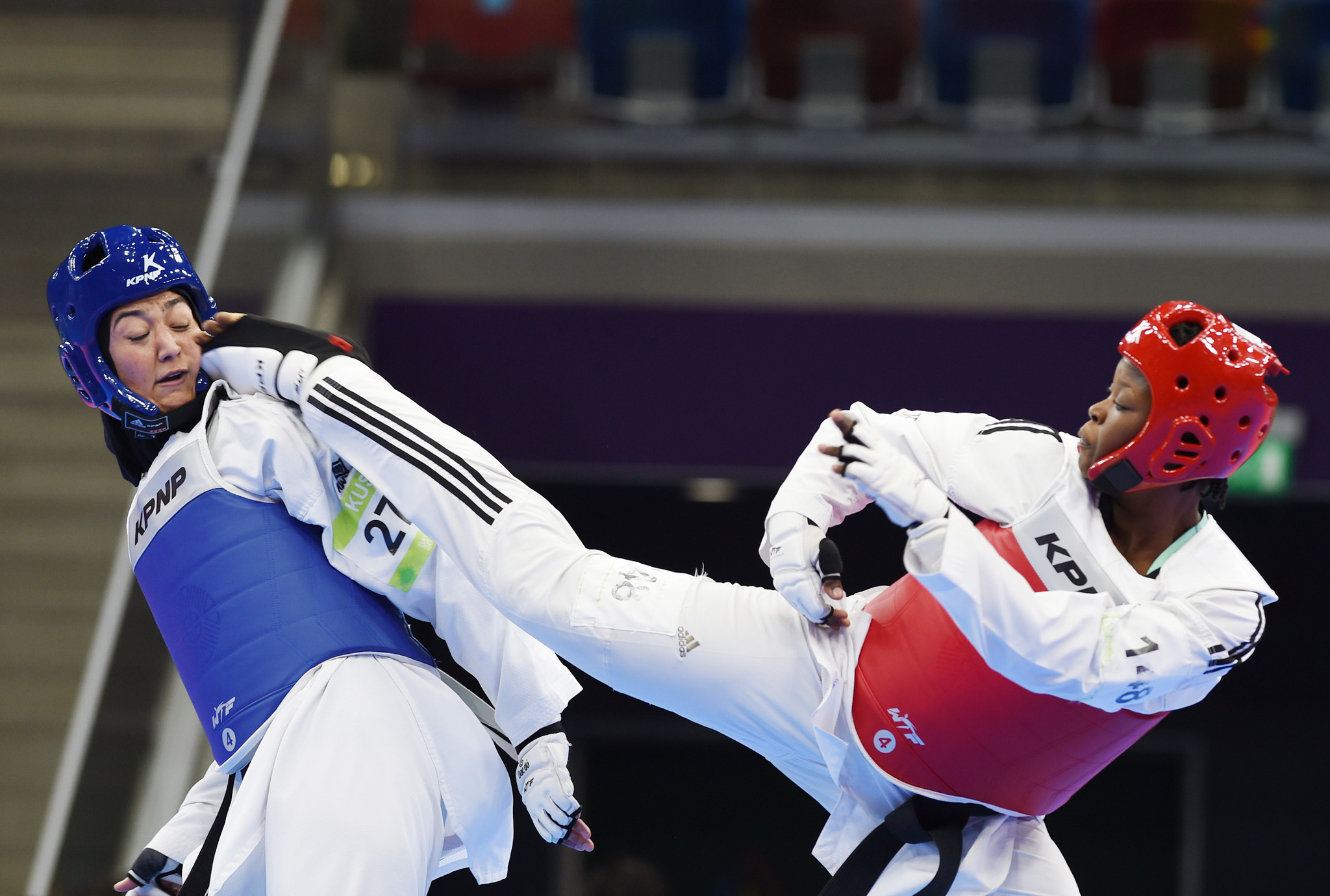
2017년 이슬람 연대 경기 대회 당시 아미나타 트라오레와 겨루는 중인 쿠시(청색 호구)

## 개인사
쿠시는 8살에 태권도에 입문했고 추쿠로바 대학교에서 체육학을 전공했다.